# Munhall
Munhall  è una borough degli Stati Uniti d'America, nella contea di Allegheny nello Stato della Pennsylvania. Secondo il censimento del 2000 la popolazione è di 12.264 abitanti.

## Società

### Evoluzione demografica
La composizione etnica vede una prevalenza della razza bianca (94,78%) seguita da quella afroamericana (3,38%), dati del 2000.
| borough di Munhall Popolazione |        |
| 2000                           | 12.264 |
| Stima al 01-07-07              | 11.281 |